# ノール (ダンジョンズ&ドラゴンズ)
ノール(Gnoll)は、テーブルトークRPG『ダンジョンズ&ドラゴンズ』（D&D）に登場する直立したハイエナのような姿をした架空のモンスター種族（monstrous humanoid）である。

## 由来

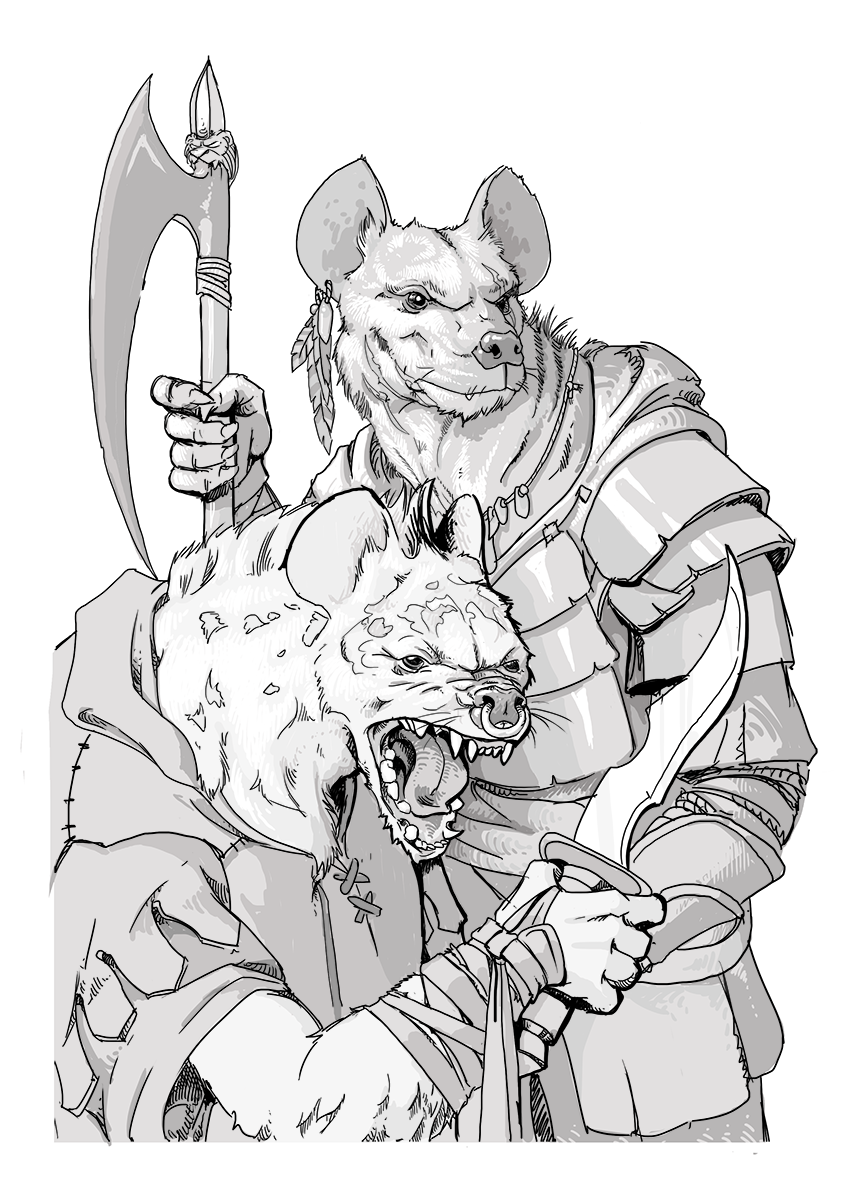
ノールのイラスト

### ダンセイニ
現代のD&Dに登場するノールは、アイルランドの幻想小説家、ロード・ダンセイニによる短編集『驚異の書』(1912)所収の「How Nuth Would Have Practised His Art upon the Gnoles」（邦題「ナス氏とノール族の知恵比べ」)に登場する怪物に由来するが、原作の小説の設定とは似ても似つかわなくなっている。
ダンセイニの綴りは "gnole"であるが、いずれにしろ同作家が"gnome（ノーム）"と"troll（トロル）"を掛け合わせて作った造語であろうと推察されている。
ダンセイニの作中ではノール族の外見に関する記述はないが、シドニー・H・シームによる挿絵には盗賊の弟子トンカーを引っ立てるノール族らしき姿が描かれている。

### 他のフィクション
テリー・プラチェット作の『The Colour of Magic』（1948年、邦訳「ディスクワールド騒動記 1」、1983年）や『Jingo』（1997年）には、ヒューマノイド型のノールが登場する。
また別のSF作家、マーガレット・セントクレアも短編『The Man Who Sold Rope to the Gnoles』(1951、未訳)にて同様の種族を登場させている。

## D&D
D&D（ダンジョンズ&ドラゴンズ）においては、このノール（ハイエナ似の頭）、オーク（豚似の容貌）、コボルド（犬似の頭）などが、ヒトと他の動物との混合体である種族として挙げられる。二足歩行、言語をもつ、などの属性の限りでは「人（人種）」として認識ので、いわば「擬人化した怪物」といえるが、既述したように動物の生理的特徴が取り入れられている。
ノールは1974年のオリジナル・ダンジョンズ&ドラゴンズ(いわゆる「白箱版」)から、2014年の第5版まで常に登場している。

### D&D オリジナル版(1974-1976)
ノールは1974年に発売された『Dungeons & Dragons 3 volume set』(未訳)に収録されている。説明では「ノームとトロールの掛け合わせ」とある。

### AD&D 第1版(1977-1988)
アドバンスト・ダンジョンズ&ドラゴンズ（AD&D）第1版では『Monster Manual』(1977、未訳)に登場。ハイエナ人間という現在まで継続しているキャラクターが設定された。また、この版から多くのノールを従えるデーモンの王、イーノグフが登場する。
また、追加モンスター集『Fiend Folio』(1981、未訳)にて一般的なノールより強力な個体、フリンドが登場する。
『ドラゴン』63号(1982年6月)ではノールの神話と性質について寄稿され、ノールとグールの合いの子たるイノーグフの下僕“Shoosuva”が紹介された。同誌83号(1982年6月)にはノールからヒアエノドン(肉歯目ヒアエノドン科に属する古代肉食性哺乳類)に変化するライカンスロープに似た生物“Ghuuna”が紹介されている。

### D&D 第2版(1977-1999)
1977年に出た『ダンジョンズ＆ドラゴンズ ベーシックセット』第2版から、99年の『Classic Dungeons & Dragons Adventure Game Set』(未訳)まで、いわゆるクラシックD&Dと呼ばれる一群にもノールは欠かさず登場している。ガゼッタ『The Orcs of Thar』(1989、未訳)ではプレイヤー用種族としても設定されている。

### AD&D 第2版(1989-1999)
AD&D第2版でノールは『Monstrous Compendium Volume I』(1989、邦題『モンスター・コンベンディウムI』)に登場し、『Monstrous Manual』(1993、未訳)に再掲載された。『Monstrous Compendium Volume I』にはフリンドも併せて紹介されている。ノールとフリンドは『The Complete Book of Humanoids』(1993、未訳)や、『Player's Option: Skills & Powers』(1995、未訳)でプレイヤー用種族として設定されている。

### D&D 第3版(2000-2002)、D&D 第3.5版(2003-2007)
D&D第3版および3.5版でノールは『モンスター・マニュアル』(2000、03)に登場している。フリンドも3.5版『モンスター・マニュアルIII』(2004)に登場した。
版にもよるが『マニュアル』によれば、ノールは灰色の肌をもち、体躯は毛むくじゃらで、頭部はハイエナに似ており、「酋長」いてがその「集団や部族」を率いている。
3.5版のアクセサリ(設定集)、『Races of the Wild』(2005、邦題『自然の種族』)ではプレイヤー用種族として設定されている。

### D&D 第4版(2008-)
D&D第4版では『モンスター・マニュアル』(2008)、『モンスター・マニュアルII』(2009)、『モンスターマニュアルIII』(2010)の三部作全てに様々な種類のノールが登場している。登場しているのは以下の通り。
- ノールの狩りの名人／Gnoll Huntmaster (MM1)
- ノールの鉤爪戦士／Gnoll Claw Fighter (MM1)
- ノールの掠奪者／Gnoll Marauder (MM1)
- ノールの“デーモンの鞭”／Gnoll Demonic Scourge (MM1)
- ノールの決死兵／Deathpledged Gnoll (MM2)
- ノールの“イーノグフの牙”／Fang of Yeenoghu (MM2)
- ノールの同族喰らい／Gnoil Gorger (MM2)
- ノールの忍び／Gnoll Skulker (MM3)
- ノールの戦牙／Gnoll War Fang (MM3)
- イーノグフに選ばれし者／Chosen of Yeenoghu (MM3)
- ハイエナの亡霊／Hyena Spirit (MM3)：戦死したノールの幽霊

『ドラゴン』364号(2008年6月)にはロバート・J・シュワルブによる『Demonomicon of Iggwilv:Yeenoghu』(邦題『イグウィルヴのデモノミコン:イーノグフ』)特集が組まれ、イーノグフ本人に加え、彼を崇める教団やイーノグフと従僕のノールたちが支配するアビス(デーモンたちが支配する地下世界)の帝国についての記述がされた。この記事ではイーノグフ本人や彼のアスペクト(分身)と共に、エグザルフ(側近)であるネズレブ(Nezrebe)や、教団の女司祭ザイデン(Zaiden)といった強力なノールのデータが紹介された。この特集は後に『ドラゴン』誌掲載記事の選集である『Dragon Magazine Annual』(2009、邦題『ドラゴン・マガジン年鑑』)に再掲載された。
エッセンシャルズのモンスター集、『Monster Vault』(2010、未訳)ではノールの狩りの名人、ノールの決死兵、ノールの“イーノグフの牙”、ノールの同族喰らいに加えて以下の個体が登場している。
- ノールの流血を招く者／Gnoll Blood Caller
- デーモン・アイ・ノール／Demon-Eye Gnoll

### D&D 第5版(2014-)
D&D第5版では、『モンスター・マニュアル』(2014)に以下の個体が登場している。
- ノール　／Gnoil
- ノールの群の長／Gnoll Pack Leader
- ノールの“イーノグフの牙”／Gnoll Fang of Yeenoghu

『Volo's Guide to Monsters』(2016、邦題『ヴォーロのモンスター見聞録』)ではノールの群れやイーノグフの教団についての詳細な解説とともに、フリンドを含めた以下の個体が追加された。
- フリンド　／Frind
- ノールの肉齧り／Gnoll Flesh Gnawer
- ノールの狩人／Gnoll Hunter
- ノール・ウィザリング／Gnoll Withering

## D&D以外のテーブルトークRPG

### パスファインダーRPG
パスファインダーRPGにてノールは『ベスティアリィ』(2009)に登場している。2eにも登場し、『The Mwangi Expanse』(2021)でなんとPCとして使えるように。

### 13th Age
D&D第4版デザイナー、ロブ・ハインソーとジョナサン・トゥイートによるd20システム使用のファンタジーRPG、13th Ageでは、『13th Age RPG Core Book』(2013、未訳)にて、“ノール・サヴェッジ(Gnoll Savage)”、“ノール・レンジャー(Gnoll Ranger)”、“ノール・ウォーリーダー(Gnoll War Leader)”が登場している。

## 肉体的特徴
ノールは直立したハイエナのような外見の種族である。身長は約7〜8フィート(約213〜243cm)、体重は250〜320ポンド(約113〜145Kg)ある。灰色の肌でふぐりは黒く、濁った黄色か赤茶色の毛皮に覆われている。大方の個体は毛皮と同色のたてがみを有する。下肢や足はハイエナのものと類似しているが、問題なく二足歩行ができる。
老齢まで生きたノールは35歳ぐらいまで生きる。

### フリンド
フリンドはノールの類縁種族で、背はノールに比べて低いが肩幅が広く筋肉質。汚れた赤茶色の毛皮で覆われている。額はノールほど傾斜しておらず、耳が丸い。
フリンドはノールから畏敬と尊敬の目で見られるが、フリンドの方は気にかけていない。
また、フリンドはヌンチャクに似たフリンド・バーという武器を好んで使う。
第5版、『Volo's Guide to Monsters』に登場するフリンドはイーノグフの恩寵によって悪魔的な力を持ったノールとして再デザインされている。その武器(イラストでは複数の髑髏が結わえ付けられたフレイル)は攻撃した者にさらなる苦痛や麻痺、狂気をもたらす。

## 社会
ノールは普通、“混沌にして悪”の属性を持つ獰猛な略奪者である。
ノールは夜行性の肉食動物であり、ほとんどのノールが荒野や地下、廃墟などにゆるやかな規律の部族を散在させている。ノールの部族は略奪のために放浪生活を送っている。彼らはゴブリンやコボルド、ジャイアントや、人間、エルフ、ドワーフといったデミ・ヒューマンを嫌っているが同族同士の争いも激しく、負けた側は奴隷としてこき使われる。そしてノールは単純労働を極端に嫌う。
ノールの習性は外見同様ハイエナによく似ており、彼らはハイエナを好んで飼い慣らし、その習性を真似ようとしている。
ノールは生肉を好み、特により多く悲鳴を上げるという理由でヒト型生物を喰らうのを好む。彼らは胃袋で物を考える傾向があり、他の邪悪な種族(トロールやオークなど)と同盟を組んでも、空腹になればただちに襲撃し食べてしまおうとする。
ノールは戦闘では強力な指揮者の元では整然と隊列を組み集団戦術を駆使する。戦いが有利になれば、ノールは仲間と協力するより、弱い相手を狙い討ちしようとする。逆に不利になれば、相手が退散することを願って一体の相手に集中攻撃をする。ノールは戦闘を好むが、それは自分たちが数において有利な場合に限る。飢えている時や十分な待ち伏せが出来ている時を除いては戦いを避ける傾向がある。ノールは戦いの名誉には興味がなく、不利となれば躊躇わずに逃走する。
また、鎧などは敵の死骸などから作るが、根気のない性質もあってお粗末な代物である。

## 信仰
ノールのほとんどはデーモン・プリンスであるイーノグフを狂信しており、“虐殺獣”の異名を取るイーノグフの命のままに各地で殺戮を繰り広げている。そうでない時は内輪争いをしているか、自傷行為などの血生臭い儀式をしている。『自然の種族』などでプレイヤー用種族として登場するノールはイーノグフの信仰を拒む個体である。彼らは一般的なノール以上に散在し、恒常的な放浪生活を余儀なくされる。

### イーノグフの教団とザイデン
ノールたちはかつてゴレリック(Gorellik)という今は忘れられて久しい神を信仰していたが、太古にイーノグフがゴレリックを斃しその神性を奪い取ってからは、彼が崇拝対象となった。イーノグフの教団は血生臭い生贄の儀式を主軸とした残虐な集団で、その司祭はことごとく前任者を惨殺してその地位に就いている。整った教会などはなく、儀式は荒野の岩肌に血糊や糞便で呪詛の文字や絵が書かれたものである。そこで生贄を切り刻み捕食し、残った臓物から神託を得ようとする。
ノールの教団員はまた不潔であることを尊び、糞便や血、汚物を身体に塗りたくって悪臭を漂わせようとする。悪臭が強いほど教団内での影響力は強くなる。
イーノグフの教団はノールのみならず、人殺し、殺戮を好む者たちが種族を問わず入信してくる。彼らは主に月夜に独自に活動をし、人肉食など常軌を逸した儀式を行う。
『ドラゴン』364号には典型的な教団指導者として、強大なノールの女司祭、ザイデンが紹介されている。彼女は家族を殺戮しイーノグフに捧げたことから始まり、世界に殺戮と破壊を巻き散らかすことでイーノグフの加護を得ている。

### ノール・ウィザリング
飢えに駆られたノールの部族同士が殺し合いに発展すると、勝者は敗者を食い殺してしまうが、残った骨にイーノグフの儀式を施してスケルトンめいたアンデッドモンスター、ノール・ウィザリング(“しなびたノール”ほどの意)を作成する。ノール・ウィザリングは棍棒を振り回す程度の役目しかできないが、飢えも渇きもしないので兵隊として重宝されている。

## コンピュータゲームでのノール
D&Dを元にしたアーケードゲーム、『ダンジョンズ&ドラゴンズ タワーオブドゥーム』と、その続編『ダンジョンズ&ドラゴンズ シャドーオーバーミスタラ』にノールは雑魚キャラとして登場する。ゲーム中でのノールは両手持ちの斧を武器にしている。

また、D&D以外のゲームではMMORPG『ファイナルファンタジーXI』に“Gnole”の綴りでノールが登場している。こちらは固有の文化を持たない人狼としている。

## マジック:ザ・ギャザリング
マジック:ザ・ギャザリングでD&D世界を扱った拡張セット、『フォーゴトン・レルム探訪』（2021年）にノールは緑カードのクリーチャー、「ノールの狩人」として登場している。また、赤カードのインスタントとして、「君はノールの野営地に出くわした」という情景を表すカードが登場している。